# Armstrong Siddeley
Armstrong Siddeley fue un grupo de ingeniería británico que operó durante la primera mitad del siglo XX. Se formó en 1919 y es conocido por la producción de automóviles de lujo y de motores aeronáuticos.
La empresa se creó tras la compra por parte de Armstrong Whitworth de Siddeley-Deasy, un fabricante de automóviles de lujo que se comercializaban entre el sector más alto de la sociedad. Después de la fusión de empresas, este enfoque en la calidad continuó en la producción de automóviles, motores de aviones, cajas de cambios para tanques y autobuses, motores de cohetes y torpedos, y el desarrollo de vagones. Las fusiones y adquisiciones de empresas como Hawker Aviation y Bristol Aero Engines supuso el fin de la producción de automóviles, que cesó en agosto de 1960.
La empresa fue absorbida por el conglomerado Rolls-Royce que estaba interesado en el negocio de aviones y motores de aviones. Finalmente, los repuestos restantes y todas las participaciones en automóviles se vendieron a Armstrong Siddeley Owners Club Ltd, que ahora es propietaria de las patentes, diseños, derechos de autor y marcas comerciales, incluido el nombre Armstrong Siddeley.

## Historia

### Siddeley Autocar

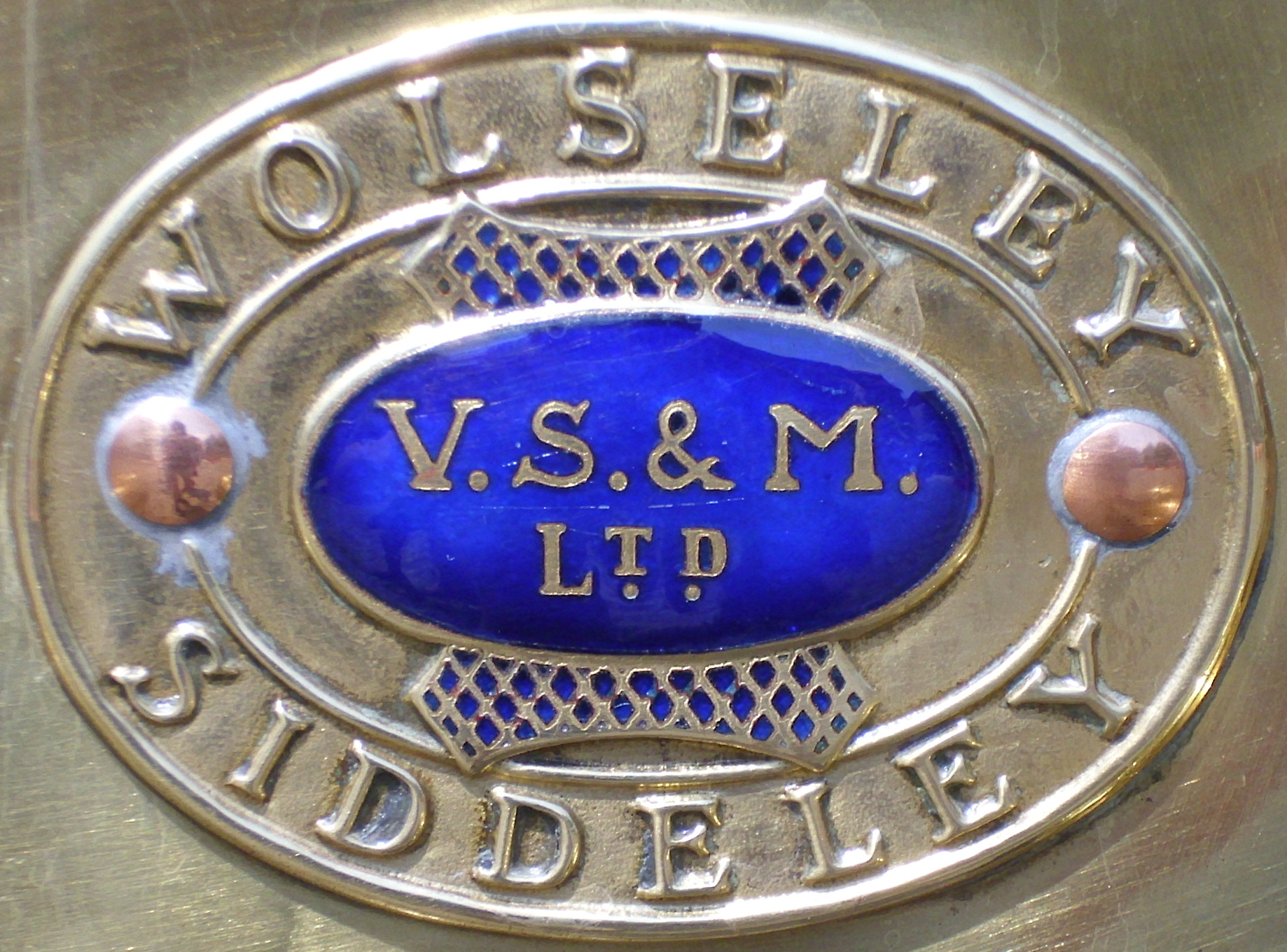
Placa de la compañía Vickers, Sons & Maxim — Wolseley Siddeley

La Siddeley Autocar Company, de Coventry, fue fundada por John Siddeley (1er barón Kenilworth) (1866-1953) en 1902. Sus productos, fabricados para él por una subsidiaria de Vickers, se basaban en gran medida en los automóviles Peugeot, por lo que utilizaban muchas piezas de Peugeot y estaban equipados con carrocerías de fabricación inglesa. J. D. Siddeley fue nombrado gerente de ventas en Londres de la subsidiaria de Vickers Limited Wolseley a principios de 1905 al mismo tiempo que Wolseley compró el fondo de comercio y los derechos de patente de su automóvil Siddeley. Unos meses después, Herbert Austin se fue para formar su propio negocio y Siddeley fue nombrado gerente general.
Sin el consentimiento de los hermanos Vickers, Siddeley agregó su propio nombre a la placa de identificación de Wolseley, pero sería eliminado una vez que abandonó la empresa.

### Siddeley-Deasy
En 1909 J. D. Siddeley renunció a Wolseley y en 1910 asumió la dirección de The Deasy Motor Car Manufacturing Company, Limited. Los accionistas estaban tan complacidos con su éxito en ese cargo que el 7 de noviembre de 1912 acordaron por unanimidad cambiar el nombre de la compañía a The Siddeley-Deasy Motor Car Company Limited. El nombre de Siddeley se había agregado a la placa del radiador de los vehículos producidos a principios de 1912. Los automóviles comenzaron a usar el lema "Tan silencioso como la Esfinge" luciendo una esfinge como adorno del capó,.

### Armstrong Siddeley

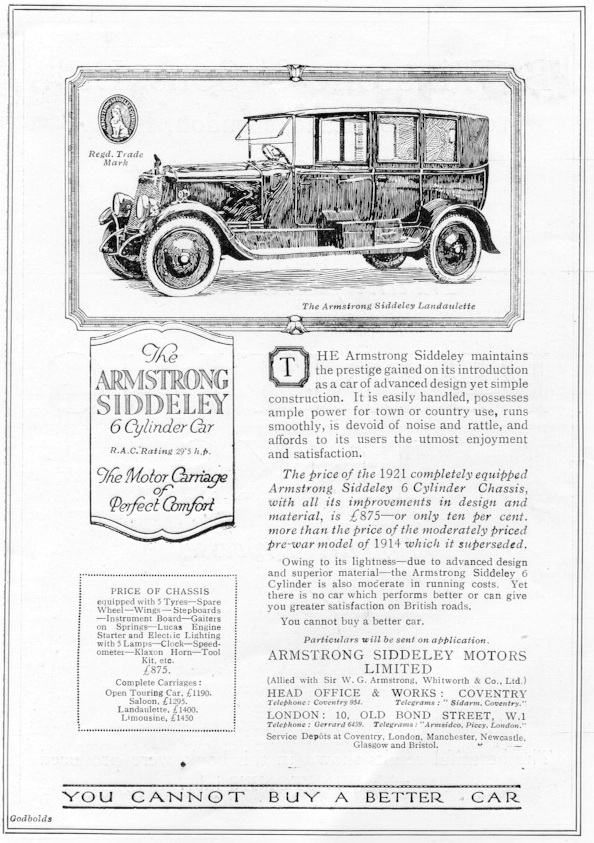
Anuncio de un Landaulette de 5 litros y 30 hp (1921)

En abril de 1919, la Armstrong Whitworth Development Company de Newcastle upon Tyne compró Siddeley-Deasy, y en mayo de 1919 se convirtió en Armstrong Siddeley Motors Ltd, una subsidiaria con J. D. Siddeley como director gerente. En 1927, Armstrong Whitworth fusionó sus grandes intereses de ingeniería con Vickers para formar Vickers-Armstrong. En este punto, J. D. Siddeley puso a Armstrong Siddeley y a Armstrong Whitworth Aircraft bajo su control. En 1928, Armstrong Siddeley Holdings compró Avro a Crossley Motors. También ese año Siddeley se asoció con Walter Gordon Wilson, inventor de la caja de cambios con preselector, para crear Improved Gears Ltd, que más tarde se convirtió en Self-Changing Gears, fabricante de la caja de cambios para la que se ideó el lema: "Coches para las hijas de los caballeros".
Armstrong Siddeley fabricó automóviles de lujo, motores de aviones y, más tarde, aviones. En 1935, los intereses de J. D. Siddeley fueron comprados por 2 millones de libras por el pionero de la aviación Tommy Sopwith, propietario de Hawker Aircraft, para formar, junto con la Gloster Aircraft Company y Air Training Services, la comlañía Hawker Siddeley, un nombre famoso en la producción de aviones británicos. Armstrong Whitworth Aircraft y Armstrong Siddeley Motors se convirtieron en subsidiarias de Hawker Siddeley, y el propio Sopwith se convirtió en el nuevo presidente de Armstrong Siddeley Motors.
Armstrong Siddeley se fusionó con el negocio de motores de aviones de Bristol Aeroplane Company (Bristol Aero Engines) para formar Bristol Siddeley como parte de una racionalización en curso bajo la influencia del gobierno de los fabricantes de aviones y motores de aviones británicos. Armstrong Siddeley produjo sus últimos coches en 1960. Bristol Siddeley y Rolls-Royce se fusionaron en 1966, este último absorbiendo al primero, que permaneció durante un tiempo como una división de motores de aviación dentro de Rolls-Royce.
En junio de 1972, Rolls-Royce (1972) Ltd vendió todas las existencias de repuestos más todas las patentes, especificaciones, planos, catálogos y el nombre de Armstrong Siddeley Motors Ltd, al Armstrong Siddeley Owners Club Ltd. Esto significaba que "Armstrong Siddeley" y El "logotipo de AS Sphinx" son marcas comerciales y derechos de autor del Armstrong Siddeley Owners Club Ltd.
El nombre "Siddeley" sobrevivió un tiempo más en la aviación, a través de Hawker Siddeley Aviation y Hawker Siddeley Dynamics. En 1977 se unieron a otras compañías para convertirse en British Aerospace (BAe) que con nuevas fusiones ahora es BAE Systems.

## Productos

### Automóviles

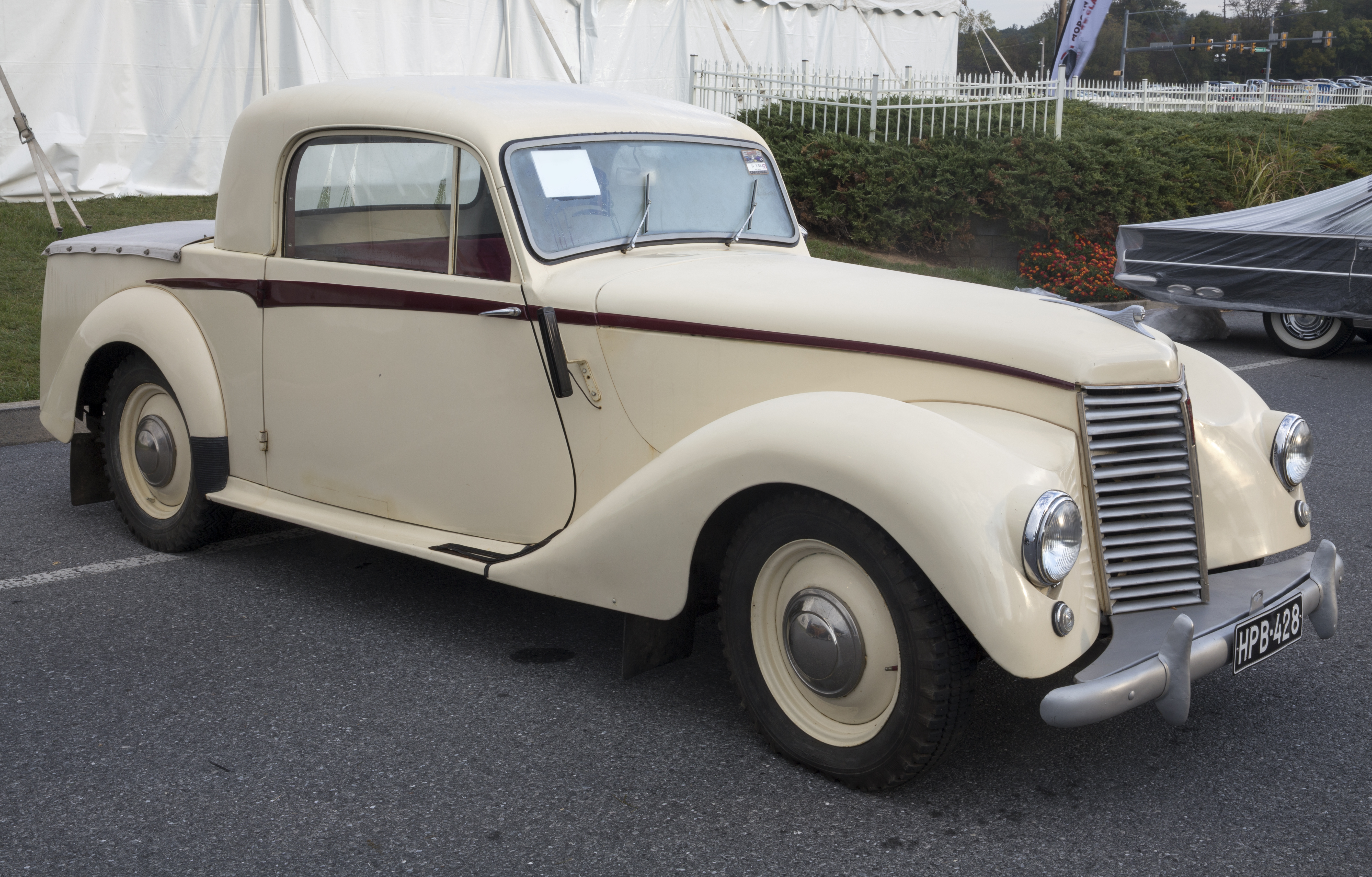
Cupé utilitario para la campaña de exportación de posguerra

El primer automóvil producido por la compañía fue una máquina de tamaño comsiderable, equipada con un motor de 5 litros y 30 caballos. En 1922 apareció uno más pequeño de 18 caballos, y en 1923 se introdujo un 2 litros de 14 caballos. Los primeros coches equipados con motores de seis cilindros y 15 hp 1929 vio la introducción de un vehículo de 12 hp. Este fue un año pionero para la marca, durante el cual se ofreció por primera vez la caja de cambios con preselector Wilson como un extra opcional; se convirtió en un estándar en todos los automóviles a partir de 1933. En 1930, la compañía comercializaba cuatro modelos, de 12, 15, 20 y 30 caballos fiscales, el último con un costo de 1450 libras.
La imagen bastante seria de la compañía fue respaldada durante la década de 1930 con la introducción de una gama de automóviles con motores OHV de seis cilindros, aunque se mantuvo en producción uno de cuatro cilindros de 12 hp hasta 1936.
Hacia 1932 se inició una línea de diseños especiales bastante más deportivos, que dio como resultado la serie Rally Tourer. El objetivo era ayudar a cambiar la imagen carente de atractivo de lo que de hecho era un producto bastante avanzado. De los 16 turismo de rally construidos, muchos fueron utilizados por los propietarios o directores superiores, y participaron en varios rallyes, logrando resultados destacables y generando una buena publicidad. Se sabe que solo se ha conservado uno de estos 16 coches especiales: un Long-15 Rally Tourer de 1933 que, según los registros, compartía la misma carrocería que la versión de 20 CV (que tenía un capó un poco más largo).
En 1933, se anunció el Siddeley Special de 5 litros y seis cilindros, con un motor de aleación de hiduminium. Este modelo costaba 950 libras. La producción de automóviles continuó a un ritmo reducido durante 1940, y solo algunos se ensamblaron en 1941.
La semana que terminó la Segunda Guerra Mundial en Europa, Armstrong Siddeley presentó sus primeros modelos de posguerra: el Lancaster sedán de cuatro puertas y el Hurricane cupé descapotable. Los nombres de estos modelos se hicieron eco de los nombres de los aviones producidos por el Hawker Siddeley Group (el nombre adoptado por la empresa en 1935) durante la guerra. Todos estos coches usaban motores de 2 litros y seis cilindros (16 hp), aumentados a motores de 2,3 litros (18 hp) en 1949. De 1949 a 1952 se produjeron dos variantes comerciales del Whitley de 18 hp, principalmente para la exportación. El Utility Coupe era un vehículo de estilo pickup cupé convencional, mientras que el Station Coupe era un vehículo de doble cabina, aunque todavía conservaba solo dos puertas. Sin embargo, tenía dos filas de asientos para acomodar hasta cuatro adultos y las puertas eran más grandes, para permitir un mejor acceso a la parte trasera. A partir de 1953, la empresa produjo el Sapphire, con un motor de seis cilindros y 3,4 litros.
En 1956, la gama de modelos se amplió con la incorporación del 234 (un cuatro cilindros de 2,3 litros) y el 236 (con el motor de seis cilindros de 2,3 litros más antiguo). El Sapphire 346 lucía una mascota en el capó en forma de esfinge (el nombre también había sido utilizado para denominar a los motores a reacción Armstrong Siddeley Sapphire). Los Sapphire 234 y 236 podrían haber parecido a algunos de los clientes leales de la marca una desviación radical de la apariencia tradicional de Armstrong Siddeley. Sin embargo, en realidad eran incluso demasiado conservadores en un período de rápido desarrollo del diseño automovilístico. Si el "recién nacido Sapphire" anunció el comienzo del fin de Armstrong Siddeley, fue porque Jaguar había lanzado la berlina 2,4 de construcción unitaria en 1955, que era más rápida, significativamente más barata y mucho más atractiva que las 234 y 236.
El último modelo nuevo producido por Armstrong Siddeley fue el Star Sapphire de 1958, con un motor de 4 litros y transmisión automática. Armstrong Siddeley fue una víctima de la fusión de 1960 con Bristol; el último automóvil salió de la fábrica de Coventry en 1960.

#### Lista de modelos
Los autos producidos por Armstrong Siddeley tenían designaciones que provenían de la clasificación de la potencia fiscal de sus motores.
| Modelo              | Tipo                                                           | Motor                        | Desde | Hasta | Unidades producidas   |
| ------------------- | -------------------------------------------------------------- | ---------------------------- | ----- | ----- | --------------------- |
| Thirty              | Varios                                                         | 4960 cc                      | 1919  | 1931  | 2770                  |
| Eighteen            | Varios                                                         | 2400 cc                      | 1921  | 1925  | 2500 con 18/50        |
| 18/50 or 18 Mk.II   | Varios                                                         | 2872 cc                      | 1925  | 1926  | 2500 con Eighteen     |
| Four-Fourteen       | Varios                                                         | 1852 cc                      | 1923  | 1929  | 13,365                |
| Twenty              | Chasis corto y largo                                           | 2872 cc                      | 1926  | 1936  | 8847                  |
| Fifteen             | Turismo, sedán                                                 | 1900 cc                      | 1927  | 1929  | 7203 con 15/6         |
| Twelve              | Turismo, sedán, deportivo                                      | 1236 (1434 cc desde 1931)    | 1929  | 1937  | 12500                 |
| 15/6                | Turismo, sedán, deportivo                                      | 1900 cc (2169 cc desde 1933) | 1928  | 1934  | 7206 con Fifteen      |
| Siddeley Special    | Turismo, sedán, limusina                                       | 4960 cc                      | 1933  | 1937  | 253                   |
| Short 17            | Cupé, sedán, sedán deportivo                                   | 2394 cc                      | 1935  | 1938  | 4260 con Long 17      |
| Long 17             | Sedán, turismo, sedán deportivo Atalanta, limusima, landaulete | 2394 cc                      | 1935  | 1939  | 4260 con Short 17     |
| 12 Plus & 14        | Sedán, turismo                                                 | 1666 cc                      | 1936  | 1939  | 3750                  |
| 20/25               | Sedán, turismo, sedán deportivo Atalanta, limusima, landaulete | 3670 cc                      | 1936  | 1940  | 884                   |
| 16                  | Sedán, sedán deportivo                                         | 1991 cc                      | 1938  | 1941  | 950                   |
| Lancaster 16        | Sedán 4 puertas                                                | 1991 cc                      | 1945  | 1952  | 3597 con Lancaster 18 |
| Lancaster 18        | Sedán 4 puertas                                                | 2309 cc                      | 1945  | 1952  | 3597 con Lancaster 16 |
| Hurricane 16        | Descapotable                                                   | 1991 cc                      | 1945  | 1953  | 2606 con Hurricane 18 |
| Hurricane 18        | Cupé                                                           | 2309 cc                      | 1945  | 1953  | 2606 con Hurricane 16 |
| Typhoon             | Cupé de 2 puertas y techo rígido                               | 1991 cc                      | 1946  | 1949  | 1701                  |
| Tempest             | Cupé de 4 puertas y techo rígido                               | 1991 cc                      | 1946  | 1949  | 6                     |
| Whitley 18          | Varios                                                         | 2309 cc                      | 1949  | 1953  | 2624                  |
| Sapphire 346        | Sedán de 4 puertas y limusina                                  | 3435 cc                      | 1952  | 1958  | 7697                  |
| Sapphire 234        | Sedán de 4 puertas                                             | 2290 cc                      | 1955  | 1958  | 803                   |
| Sapphire 236        | Sedán de 4 puertas                                             | 2309 cc                      | 1955  | 1957  | 603                   |
| Star Sapphire       | Sedán y limusina                                               | 3990 cc                      | 1958  | 1960  | 980                   |
| Star Sapphire Mk II | Sedán y limusina                                               | 3990 cc                      | 1960  | 1960  | 1                     |

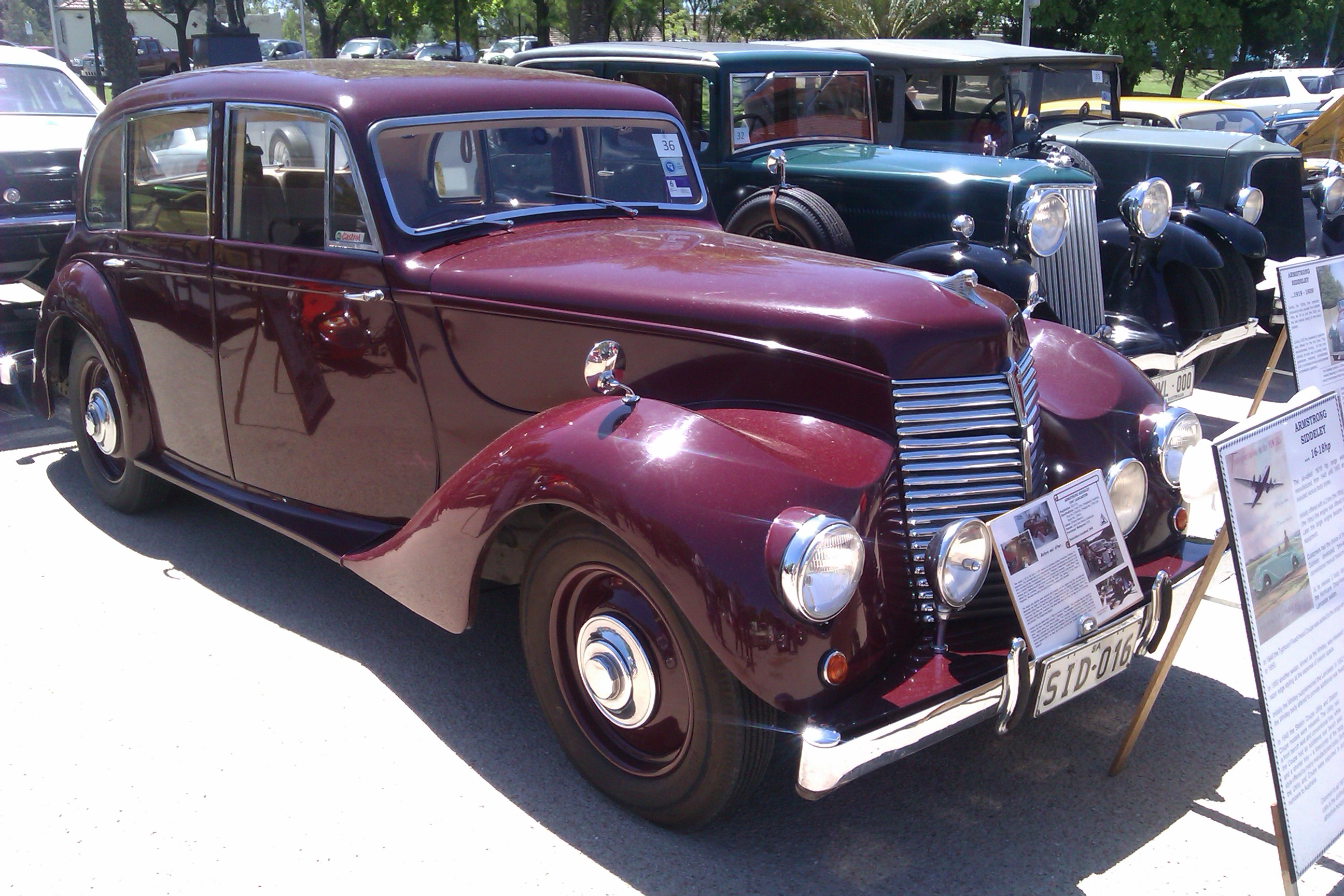
Lancaster six-ligero sedán

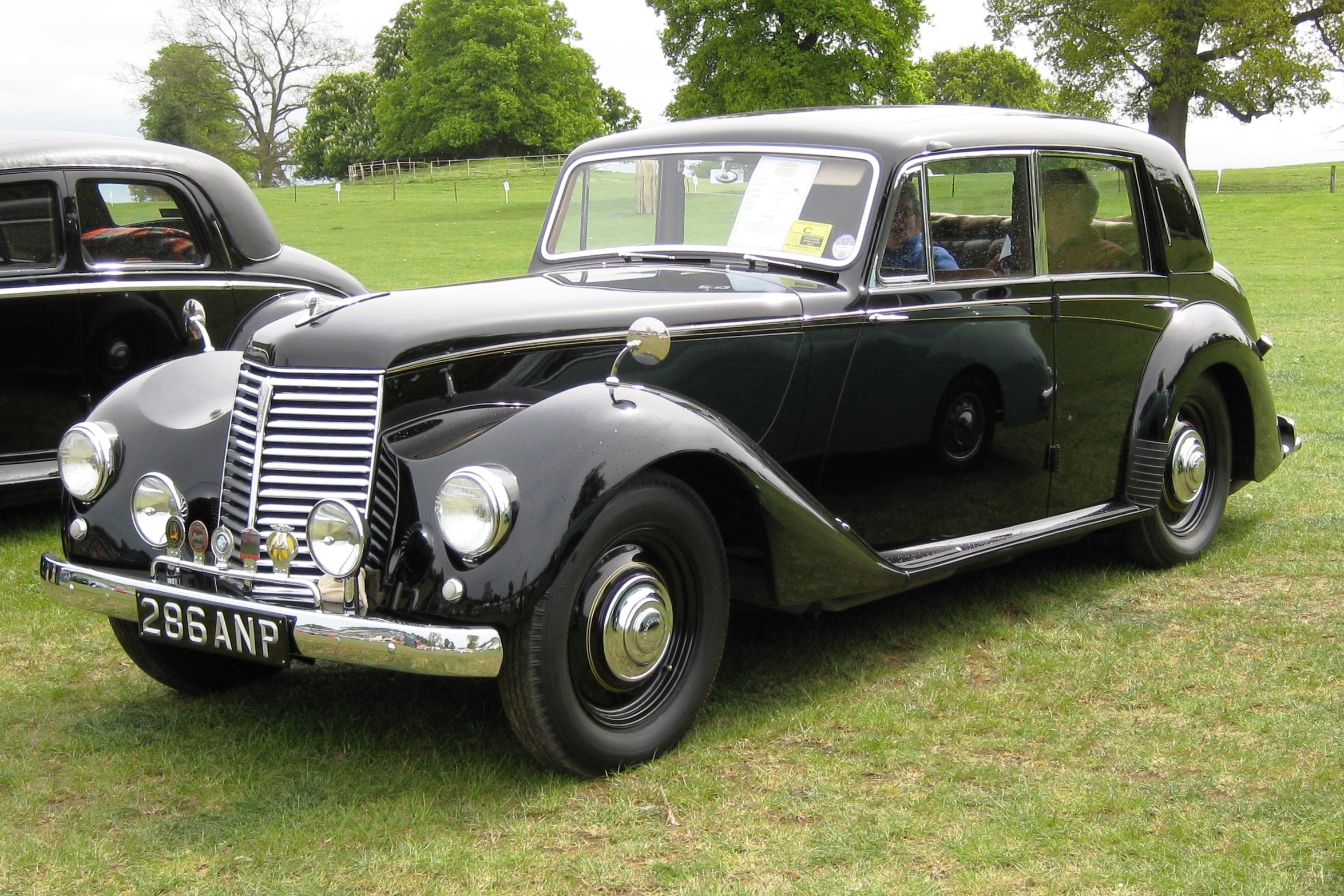
Whitley four-ligero deportivo sedán

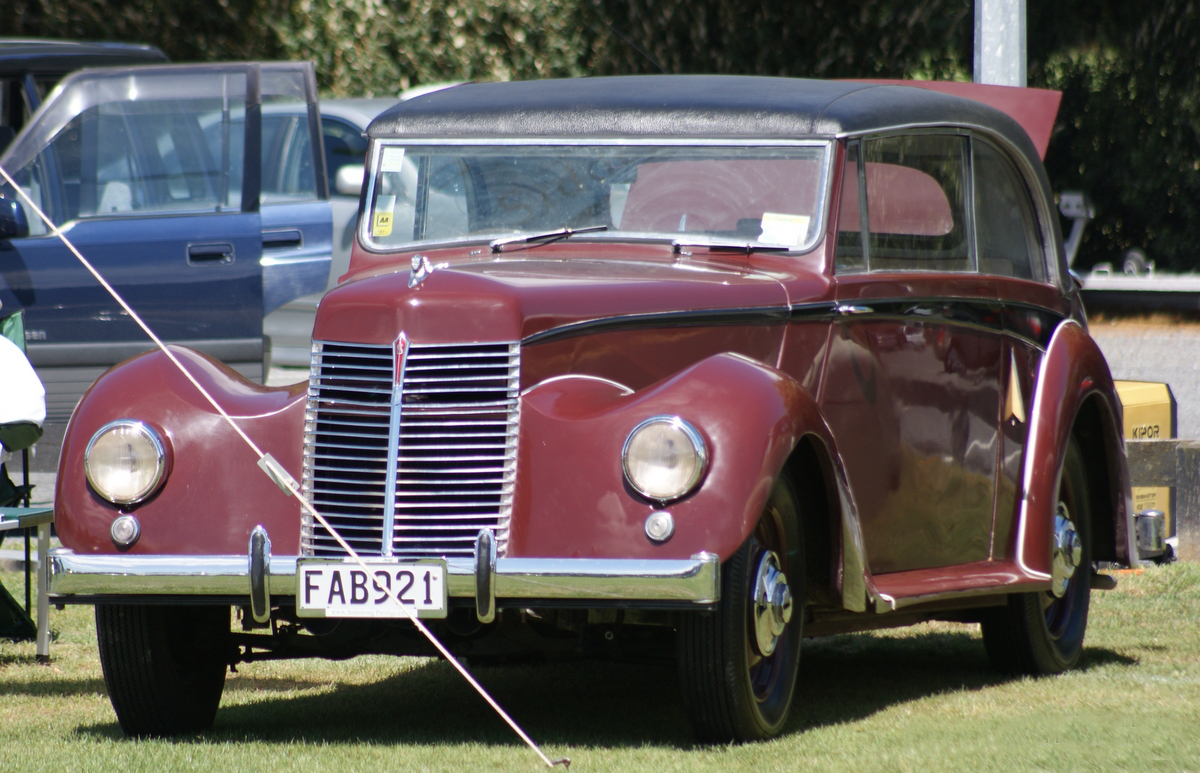
Typhoon cupé de techo rígido

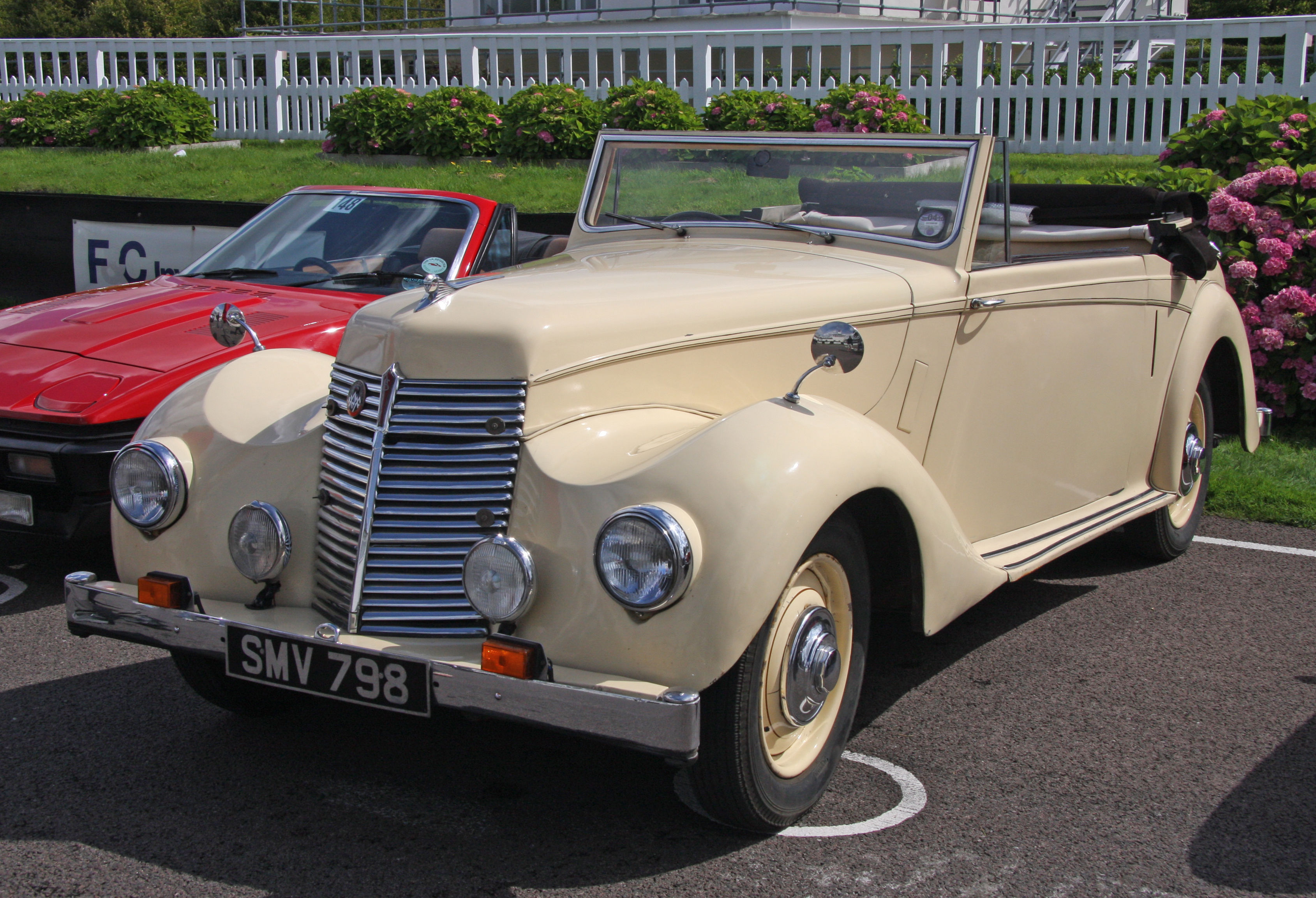
Hurricane cupé

Una característica de muchos de sus coches posteriores fue la opción de una caja de cambios preselectora controlada eléctricamente.

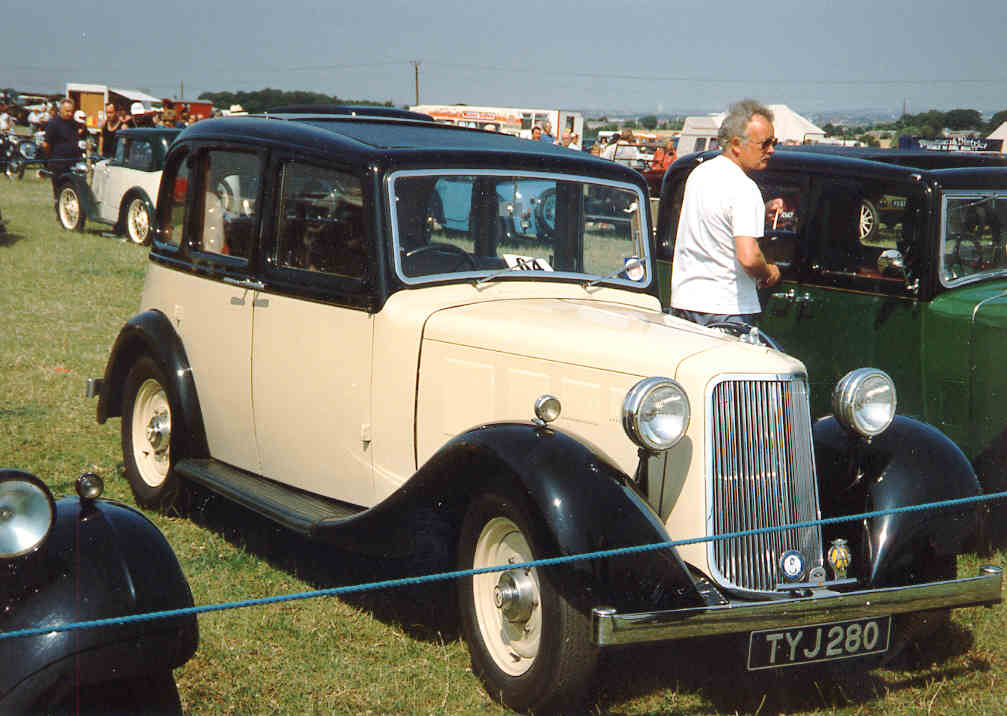
Twelve 1½-litre
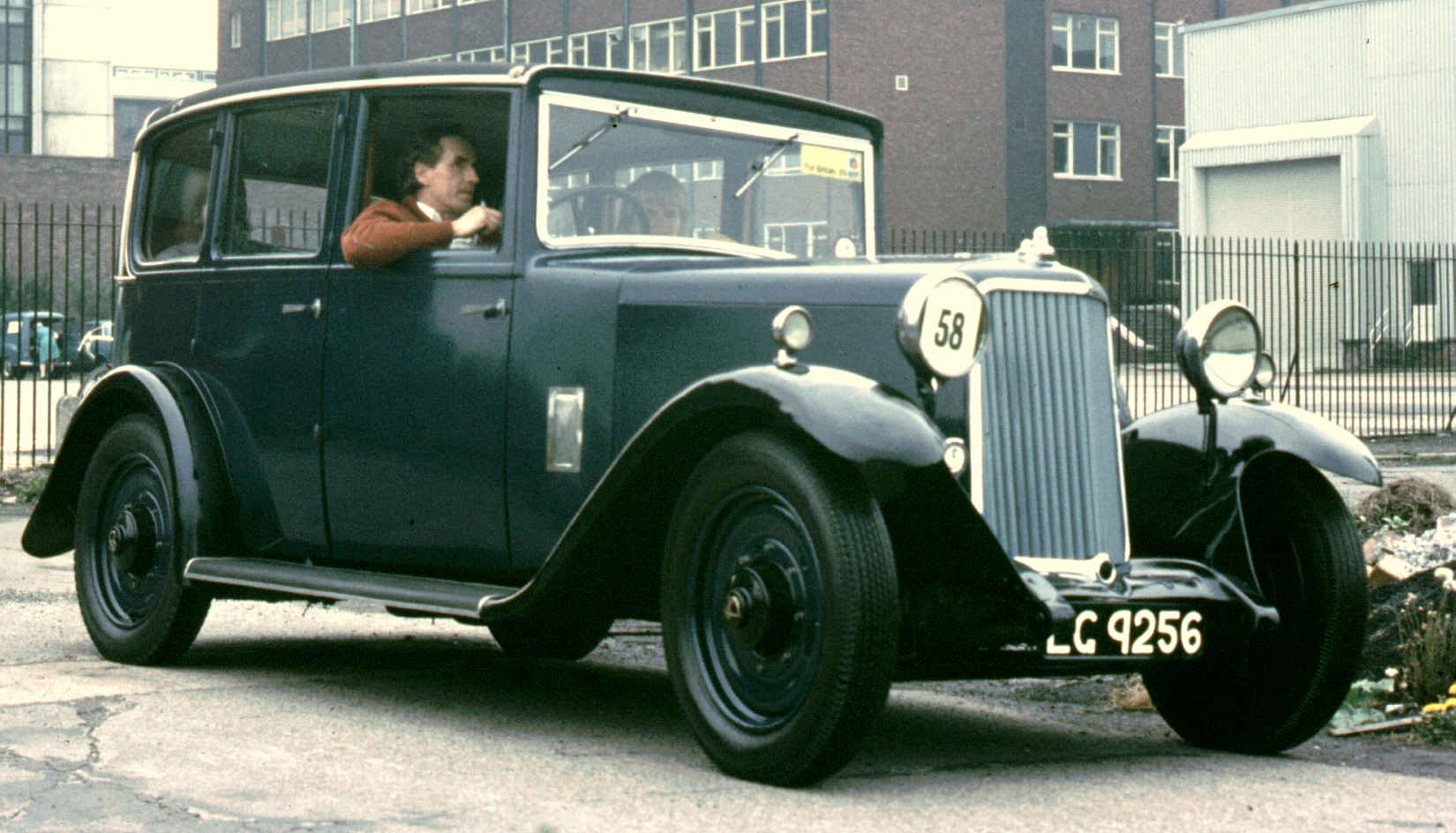
Fifteen 2-litre
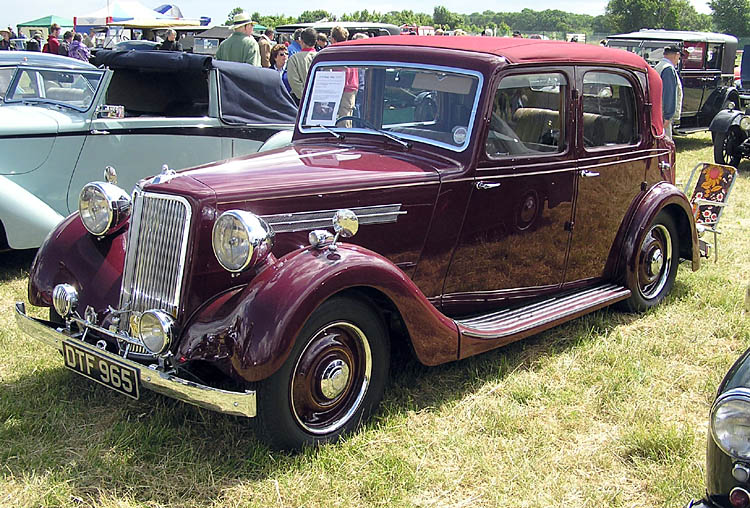
Sixteen 2¼-litre
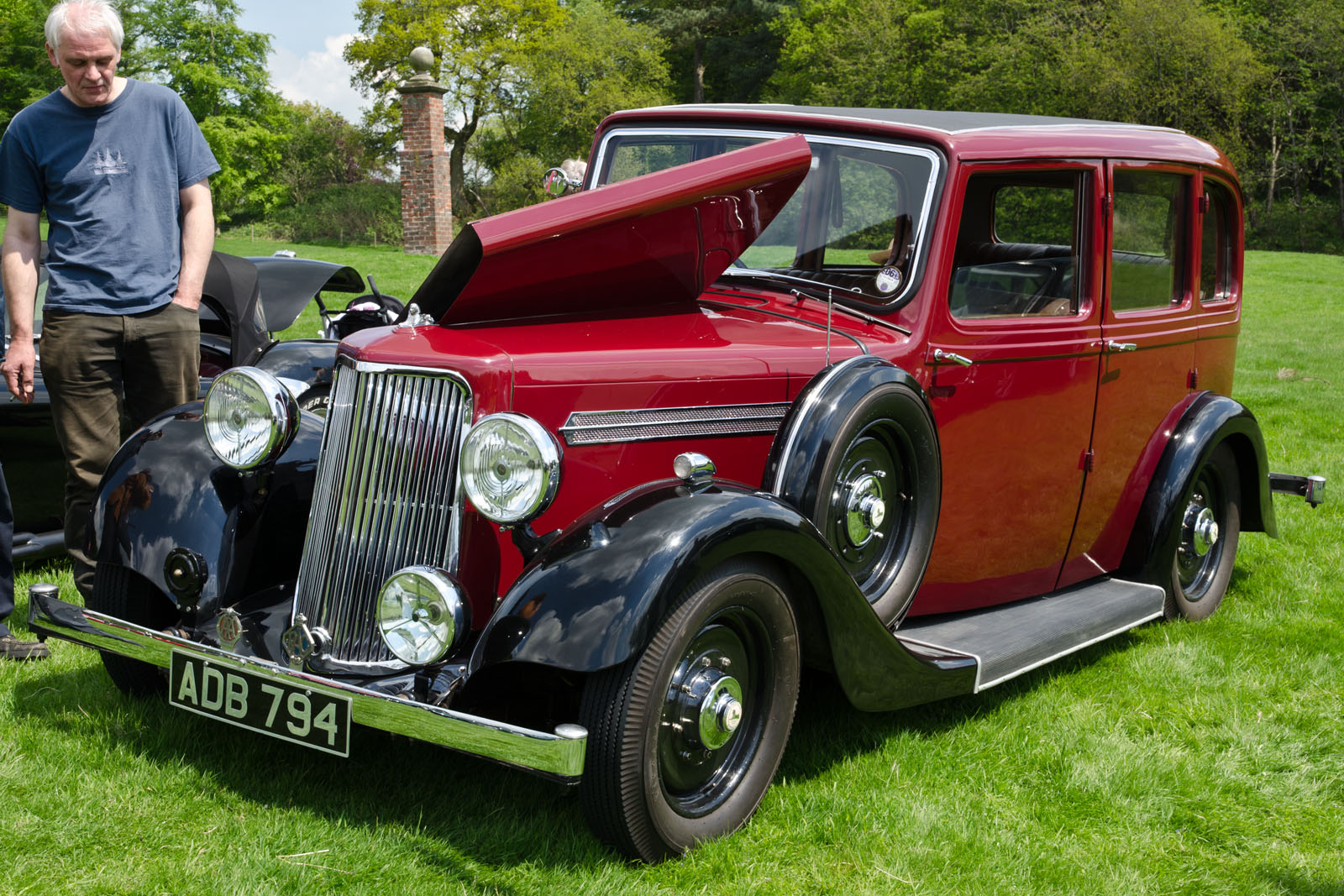
Seventeen 2½-litre
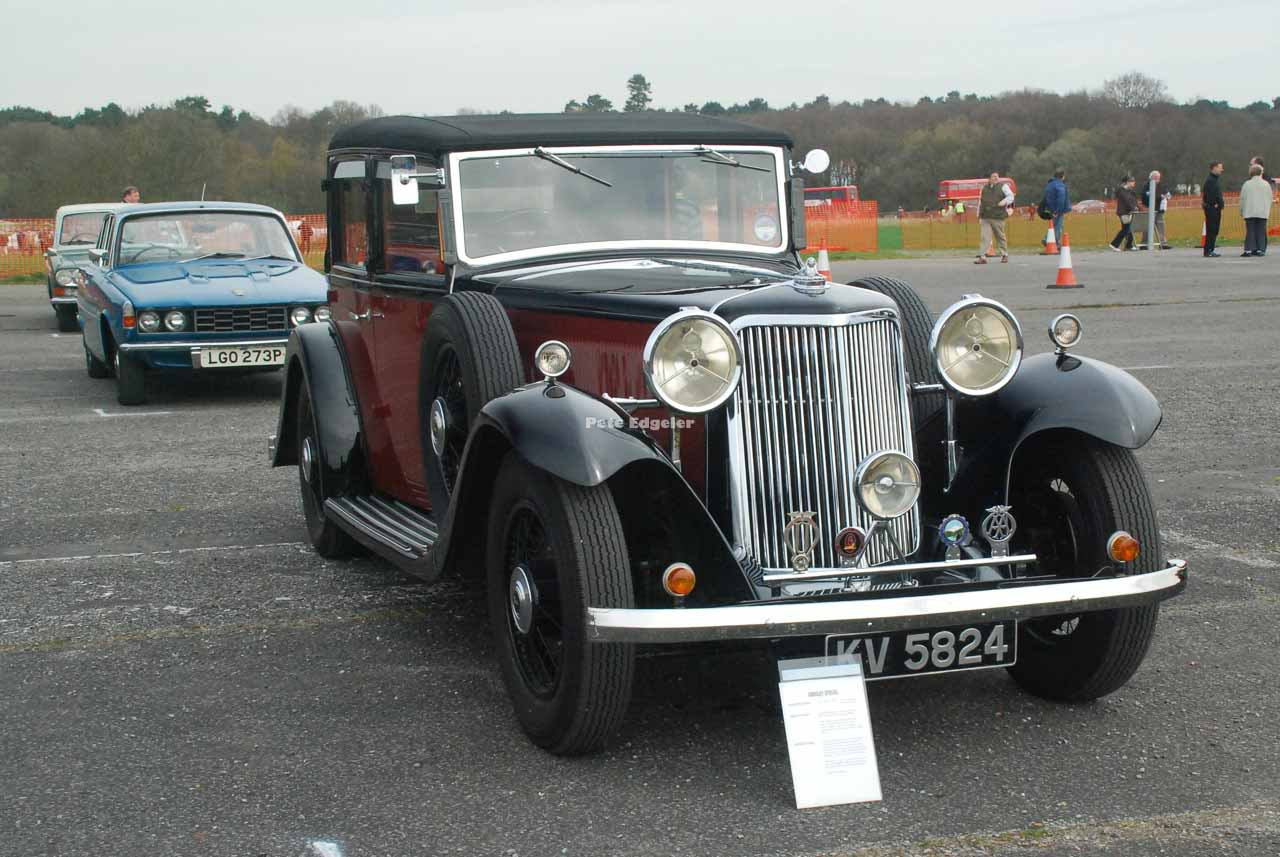
Thirty 5-litre

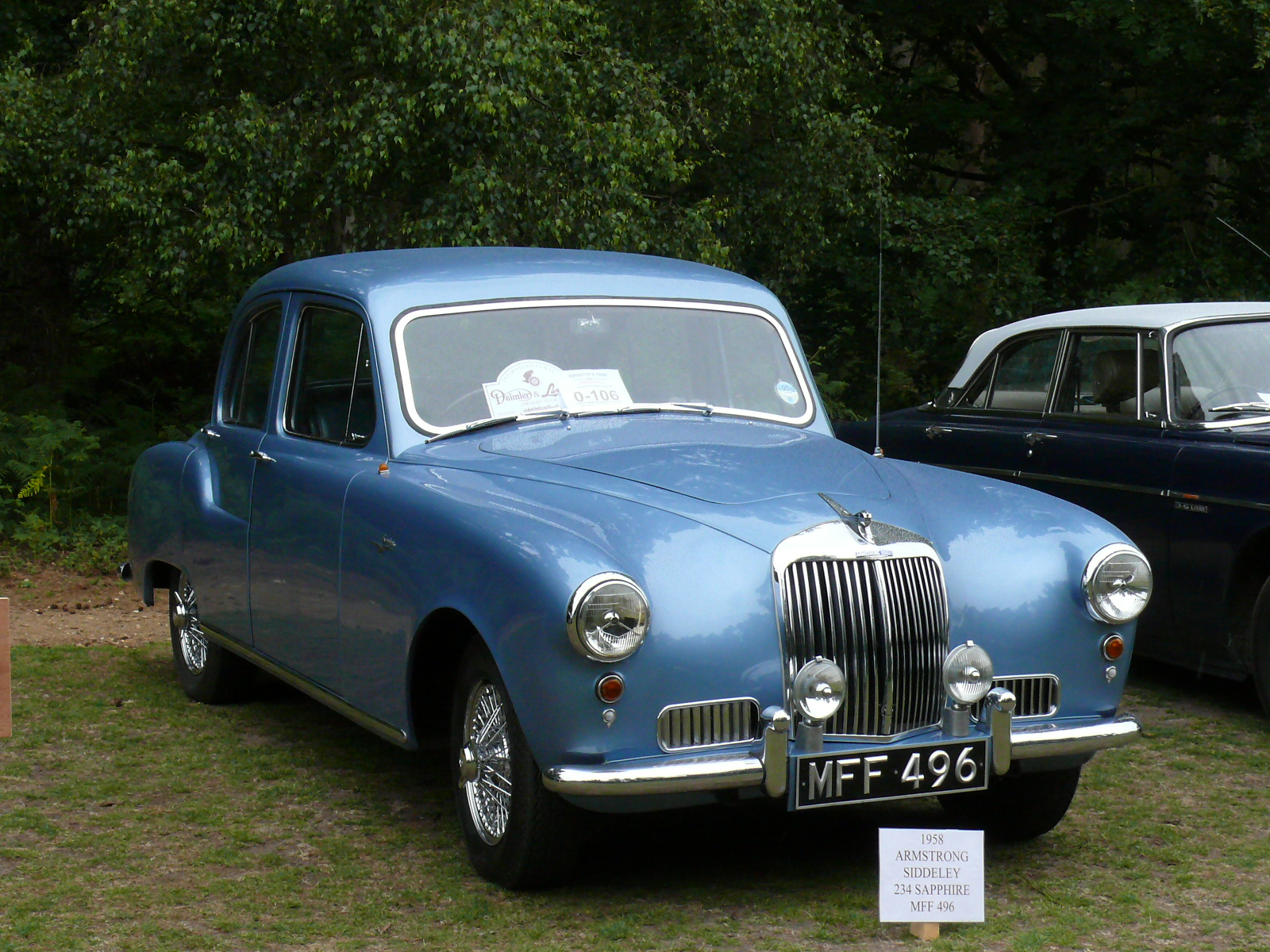
Sapphire 234 2.3-Litre 4-cylinder
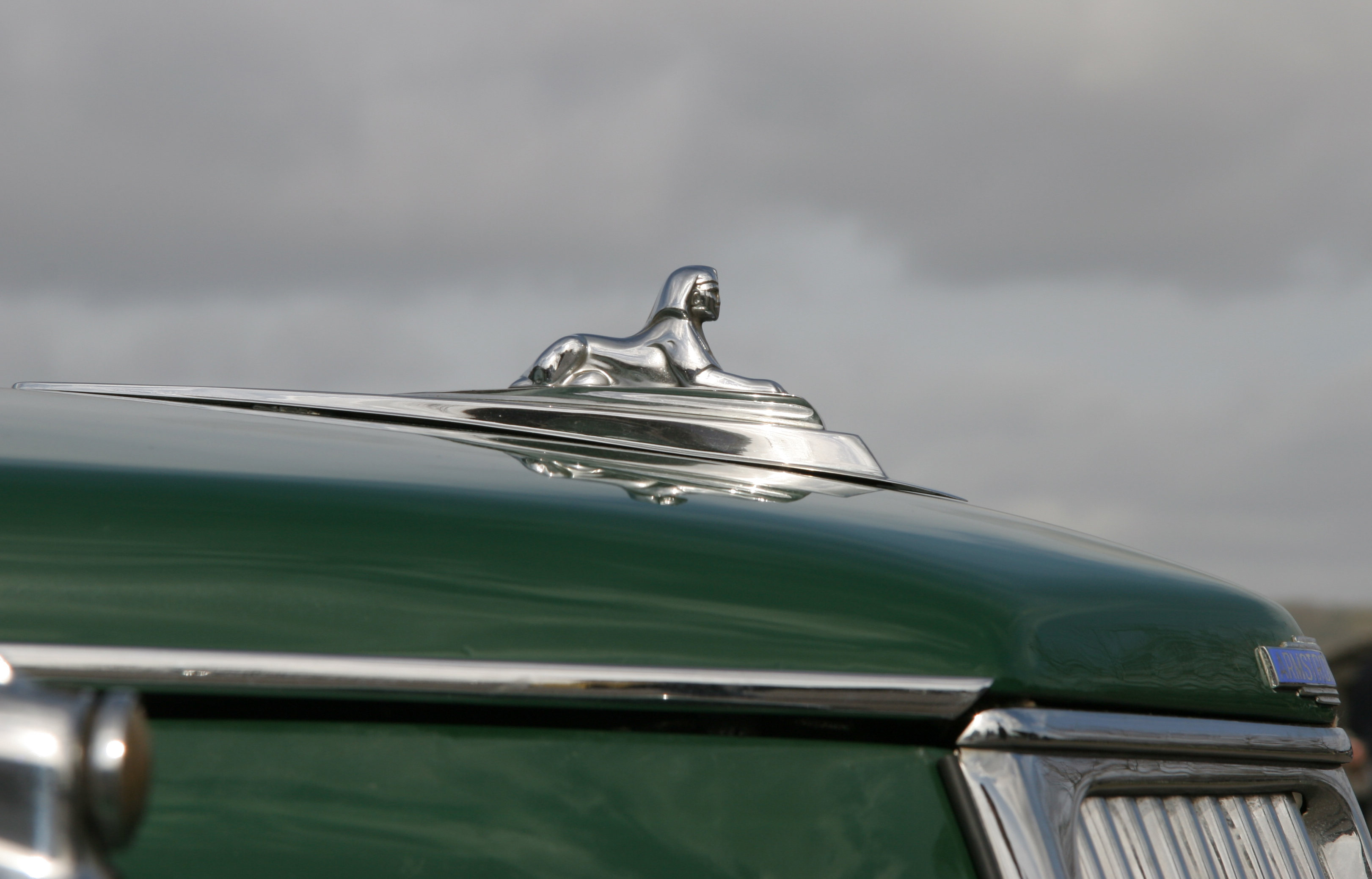
Esfinge de Armstrong Siddeley
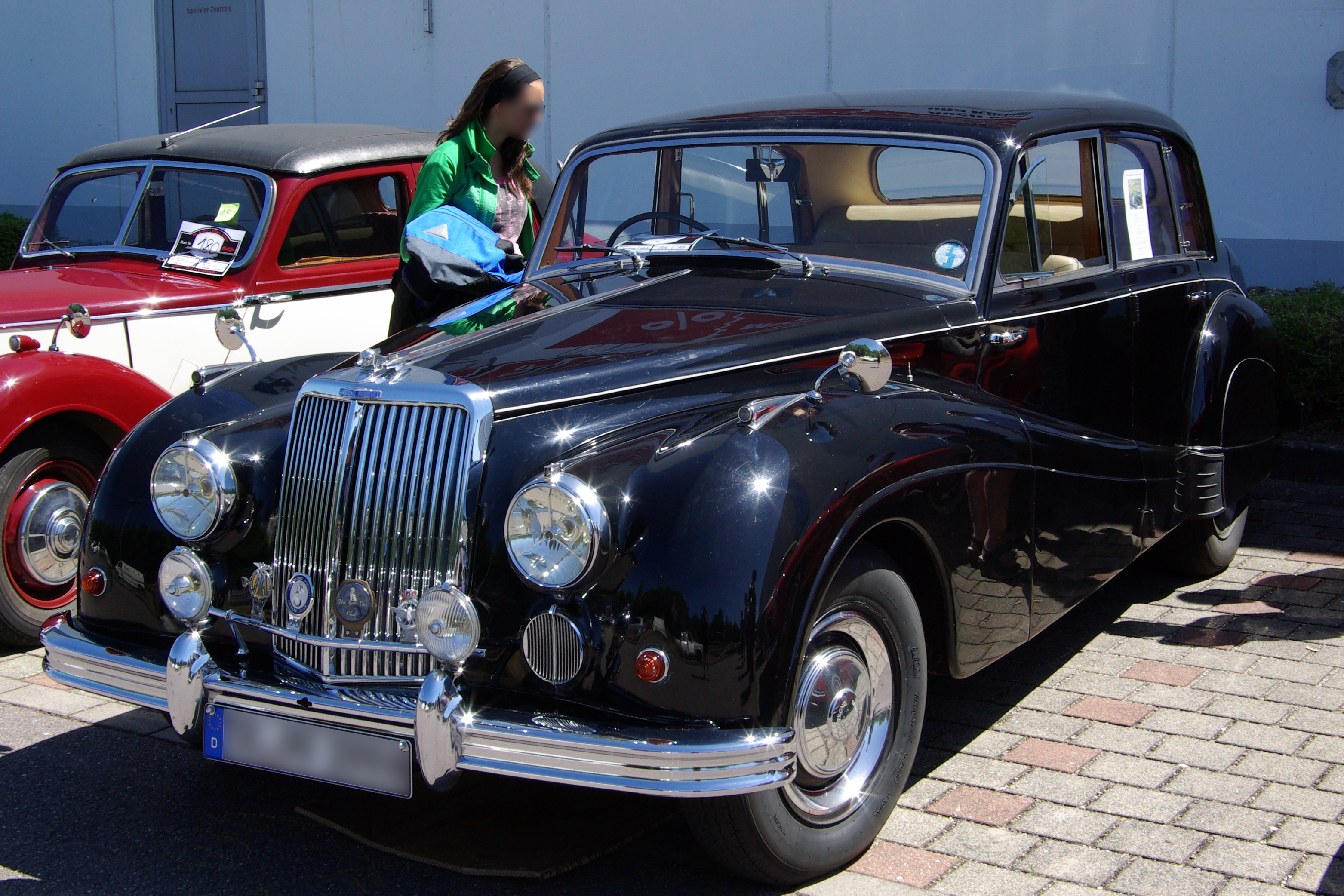
Sapphire 346 3.4-Litre 6-cylinder
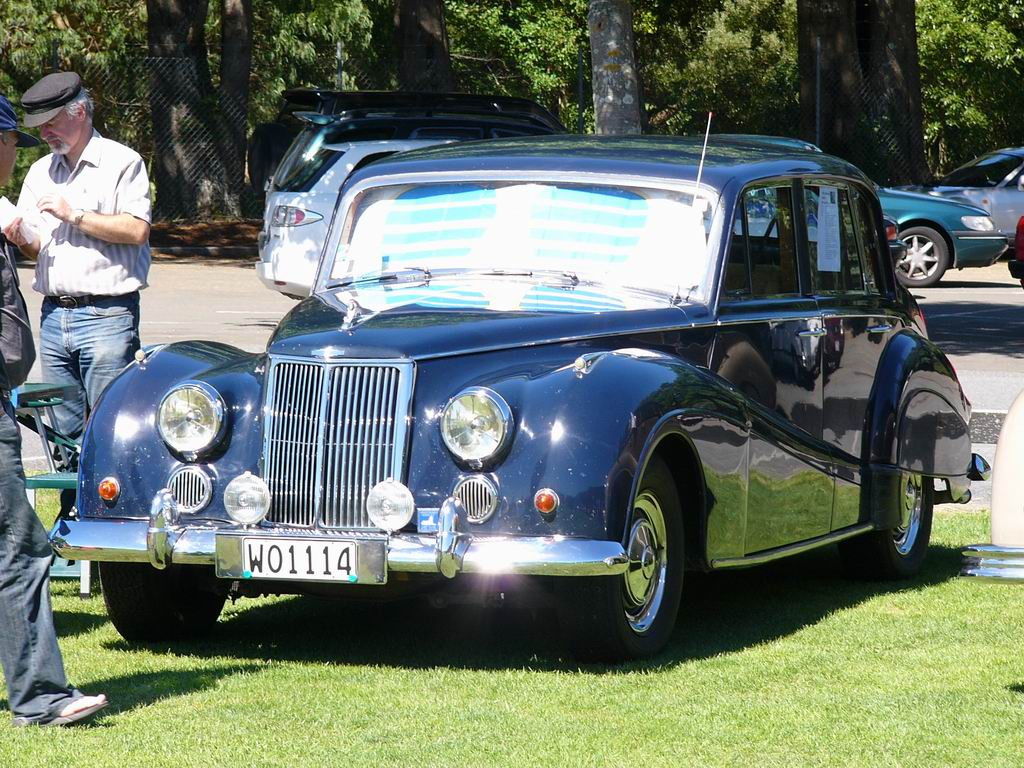
Star Sapphire 4-Litre 6-cylinder
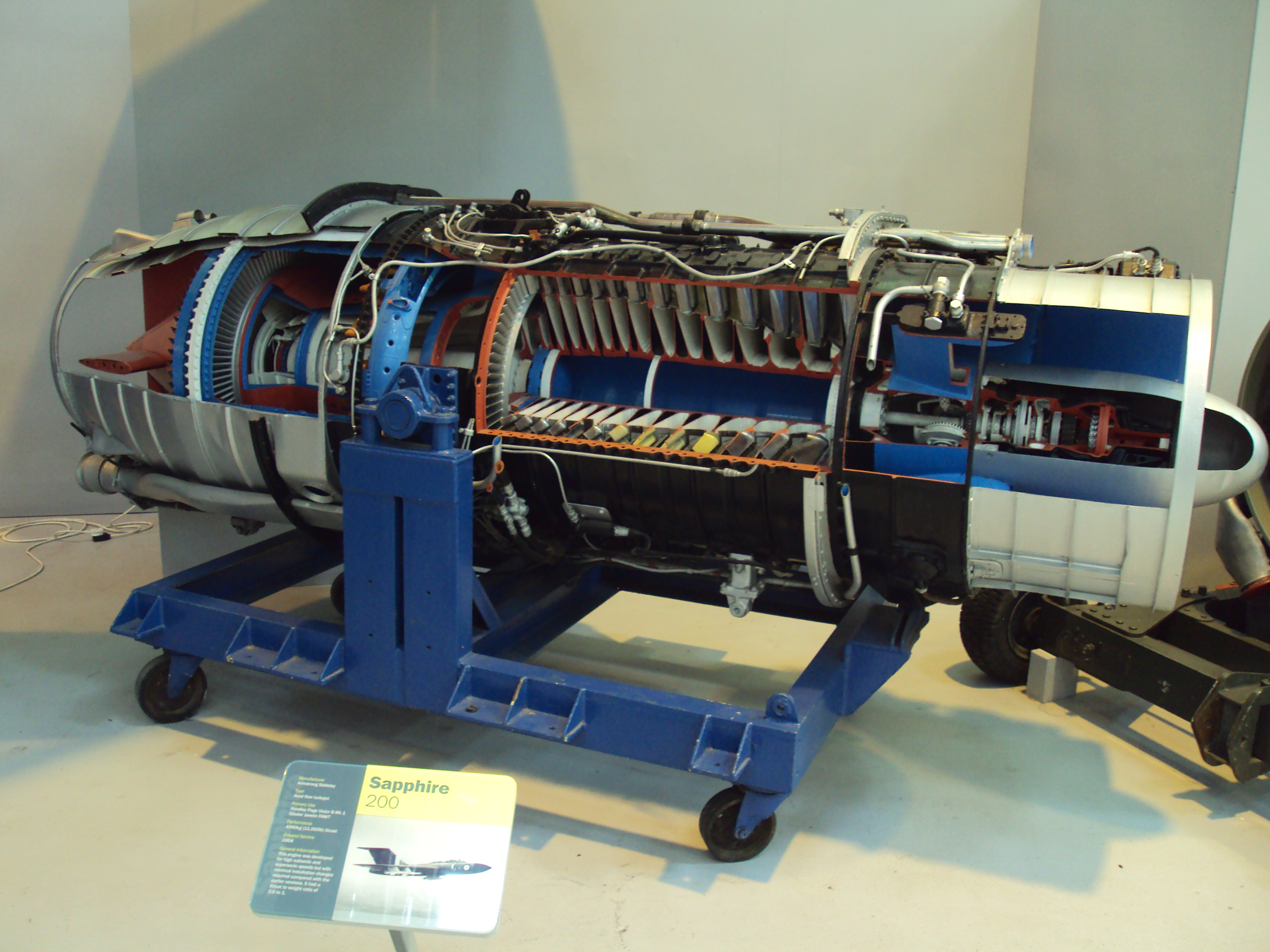
Sapphire 200 turbojet

#### Clubes
Como muchos coches británicos de esta época, existen clubes de propietarios activos que apoyan su uso continuo en varios países, como en el Reino Unido, Australia, Nueva Zelanda, Países Bajos y Alemania. Armstrong Siddeley Owners Club Ltd tiene miembros en todo el mundo y muchos miembros de ASCC en Australia residen en el extranjero.
En el Reino Unido, la ASOC publica la revista mensual "Sphinx". En Australia, el Armstrong Siddeley Car Club publica "Southern Sphinx" seis veces al año. En los Países Bajos, la ASOC Dutch también publica una revista seis veces al año, y en Nueva Zelanda, el Armstrong Siddeley Car Club en Nueva Zelanda Inc. publica mensualmente Sphinx-NZ.

### Motores de avión

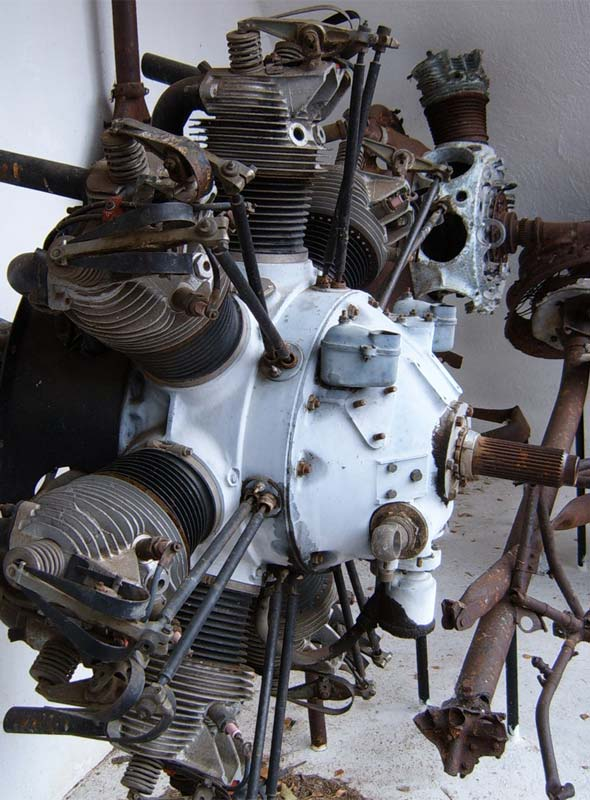
Armstrong Siddeley Lynx, motor radial de 7 cilindros del Avro 618 Ten Southern Cloud

En las décadas de 1920 y 1930, Armstrong Siddeley produjo una gama de aviones con motores radiales de baja y media potencia, todos con el nombre de grandes felinos. También produjeron un pequeño motor de 2 cilindros llamado Ounce (la onza), para aviones ultraligeros.
La empresa comenzó a trabajar en su primer motor de turbina de gas en 1939, siguiendo el diseño iniciado en el Royal Aircraft Establishment por Alan Arnold Griffith. Conocido como el "ASX" por "Armstrong Siddeley eXperimental", el diseño original de un turborreactor puro se adaptó más tarde para impulsar una hélice, lo que resultó en el "ASP". A partir de entonces, los motores de turbina AS recibieron nombres de serpientes. El Mamba y el Double Mamba eran motores turbohélice, siendo este último una compleja pieza de ingeniería con dos Mambas uno al lado del otro enlazados a través de una caja de cambios común, instalado en el Fairey Gannet. El turbohélice Python impulsó el avión de ataque Westland Wyvern. Un mayor desarrollo del Mamba eliminó el enlace mecánico, convirtiéndose en el turborreactor Adder.
Otro pionero en la producción del diseño del motor RAE fue Metrovick, que comenzó con un diseño conocido como Metrovick F.2. Este motor nunca entró en producción y Metrovick optó por un diseño más grande, el Beryl, y luego por un diseño aún más grande, el Sapphire. Armstrong Siddeley más tarde se hizo cargo del diseño del Sapphire, que pasó a ser uno de los motores a reacción de segunda generación más exitosos, compitiendo con el Rolls-Royce Avon más conocido.
La compañía pasó a desarrollar un motor, originalmente para el vehículo aéreo no tripulado Jindivik, denominado Viper. Este producto fue desarrollado por Bristol Siddeley y, más tarde, por Rolls-Royce y se vendió en grandes cantidades durante muchos años. También se produjo una gama de motores cohete, incluidos el Snarler y el Stentor. El desarrollo del cohete complementó el de Bristol, y Bristol Siddeley se convertiría en el principal fabricante británico de motores cohete para misiles.
| Propulsor                       | Año  | Tipo                                                 |
| ------------------------------- | ---- | ---------------------------------------------------- |
| Armstrong Siddeley Cheetah      | 1935 | 7-cilindros radial                                   |
| Armstrong Siddeley Civet        | 1928 | 7-cilindros radial                                   |
| Armstrong Siddeley Cougar       | 1945 | 9-cilindros radiales. No producido                   |
| Armstrong Siddeley Deerhound    | 1935 | 21-cilindros 3-filas en línea radiales. No producido |
| Armstrong Siddeley Genet        | 1926 | 5-cilindros radial                                   |
| Armstrong Siddeley Genet Major  | 1928 | radial                                               |
| Armstrong Siddeley Hyena        | 1933 | experimental 15-cilindros 3-filas en línea radiales  |
| Armstrong Siddeley Jaguar       | 1923 | 14-cilindros 2-filas radiales                        |
| Armstrong Siddeley Leopard      | 1927 | 14-cilindros, 2-filas radiales                       |
| Armstrong Siddeley Lynx         | 1920 | radial                                               |
| Armstrong Siddeley Mongoose     | 1926 | 5-cilindros radial                                   |
| Armstrong Siddeley Ounce        | 1920 | 2-cilindros opuestos                                 |
| Armstrong Siddeley Panther      | 1929 | 14-cilindros 2-filas radiales                        |
| Armstrong Siddeley Serval       | 1928 | 10-cilindros 2-filas radiales                        |
| Armstrong Siddeley Tiger        | 1932 | 14-cilindros 2-filas radiales sobrealimentado        |
| Armstrong Siddeley ASX          | 1945 | turbojet de flujo axial                              |
| Armstrong Siddeley Python       | 1945 | turbopropulsor, también conocido como ASP            |
| Armstrong Siddeley Double Mamba | 1949 | dos Mamba enlazados por engranajes                   |
| Armstrong Siddeley Mamba        | 1946 | turbopropulsor                                       |
| Armstrong Siddeley Sapphire     | 1948 | turbojet                                             |
| Armstrong Siddeley Adder        | 1948 | turbojet                                             |
| Armstrong Siddeley Viper        | 1951 | turbojet                                             |
| Armstrong Siddeley Snarler      | 1950 | cohete                                               |

### Motores diésel
En 1946 Armstrong Siddeley produjo sus primeros motores diésel. Eran motores de velocidad media para uso industrial y agrícola. Inicialmente se diseñó un motor monocilíndrico que producía 5 bhp (3,7 kW) a 900 rpm y una versión de dos cilindros. Cada cilindro tenía una capacidad de 988 cm³ (60,2 pulgadas cúbicas). La potencia y la velocidad se incrementaron progresivamente. A finales de 1954, el motor monocilíndrico tenía una potencia de 11 bhp (8,2 kW) a 1800 rpm y el motor bicilíndrico de 22 bhp (16,4 kW) a la misma velocidad. En 1955, la gama se amplió con la introducción de un motor de 3 cilindros con una potencia de 33 bhp (24,6 kW).
Los motores se construían en la fábrica de Armstrong Siddeley en Walnut Street, Leicester, hasta que cerró en agosto de 1957. La producción se transfirió a la fábrica de Armstrong Siddeley (Brockworth) Ltd en Gloucestershire, y en 1958 a la fábrica de Petters Limited en Staines, Middlesex. Los motores construidos por Petters fueron designados AS1, AS2 y AS3 para distinguirlos de otros productos de esa compañía. La producción terminó en 1962, cuando Petters introdujo una gama de reemplazo de pequeños motores diésel refrigerados por aire de alta velocidad y más ligeros.
En abril de 1958, la empresa obtuvo una licencia para fabricar los motores diésel de alta velocidad de la serie Maybach MD. Bristol Siddeley Engines Ltd construyó varios cientos después de que la empresa se hiciera cargo de las actividades de fabricación de Armstrong Siddeley en 1959.

## Lecturas relacionadas
- Robert Penn Bradly: Armstrong Siddeley, the Post War Cars; Motor Racing Publications, Croydon, 1989.
- Robert Penn Bradly: The 346 Sapphire explored to great depth; Pimula PTY Pvt., Bardwell Park, NSW, 2008.
- Bruce Lindsay: Armstrong Siddeley, the Sphinx with the heart of a lion; Lindsay family trust, Thailand, 2010.